# Ipirá
Ipirá là một đô thị thuộc bang Bahia, Brasil. Đô thị này có diện tích 3023,659 km², dân số năm 2007 là 59674 người, mật độ 19,74 người/km².